# Lohatla
Lohatla é uma área de treinamento da Força de Defesa Nacional da África do Sul. Ele está localizado na província do Cabo Setentrional, na África do Sul, e abriga o Centro de Treinamento de Combate do Exército da África do Sul, que faz parte da Formação de Treinamento do Exército da África do Sul.
Anteriormente conhecida como Escola de Batalha do Exército de Lohatla.

## Capacidade
O Centro de Treinamento de Combate do Exército da África do Sul é único no sentido de que é uma das dez instituições desse tipo no mundo que oferece instalações exclusivas e permanentes para treinamento de guerra terrestre. Apenas duas destas instituições estão localizadas no hemisfério sul, das quais o Centro de Treinamento de Combate do Exército da AS é o maior, com 150 000 hectares (370 000 acre(s)s) no total.

## História
Esta instituição de treinamento militar foi fundada em 15 de janeiro de 1978 e era conhecida como Escola de Batalha do Exército da África do Sul.
A Escola de Batalha surgiu devido à necessidade do Departamento de Defesa de um centro de treinamento militar onde o treinamento convencional e integrado em nível divisional pudesse ser executado.

### Reserva natural
A Reserva Natural Ga-Thlose foi proclamada em 1890 e gerida como seu domínio pelo Crédito Agrícola. A propriedade da população local foi negada através de uma proclamação em 1976 e a Reserva foi proclamada uma área militar restrita. A população local que vivia na área seria realocada com o passar do tempo. Entretanto, foi acordado que o grupo específico da comunidade local poderia pastar o seu gado nas áreas de pastagem designadas. O movimento para Ga-Thlose a partir do Portão Sishen também foi permitido.

### Área ampliada
A compra das fazendas a leste e ao sul da área acima mencionada foi concluída em 1981 e a área, como um todo, foi proclamada como área militar restrita. A infra-estrutura herdada dos agricultores estava em boas condições.

### Unidades internas permanentes
Durante o início dos anos noventa, nove unidades de autocontabilidade estavam permanentemente baseadas no terreno:
- 61 Grupo de Batalhão Mecanizado, (atualmente integrado no 8 SAI em Upington) Distintivo do 61º Batalhão Mecanizado.
- Grupo de Treinamento,
- Unidade QG,

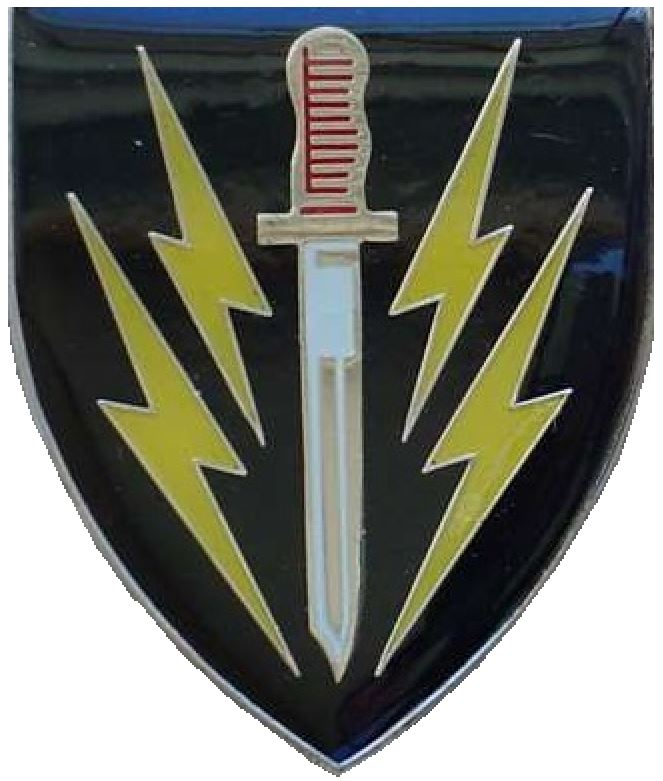
Distintivo do 61º Batalhão Mecanizado.

- 12º Regimento de Engenharia de Campanha,

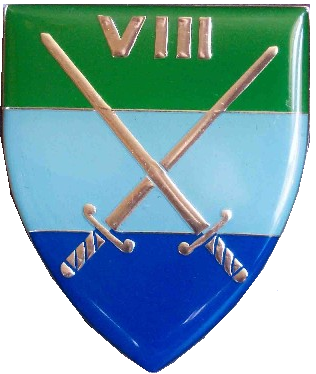
Distintivo do 8º Grupo de Comunicações

- 8º Grupo de Comunicações, Distintivo do 8º Grupo de Comunicações
- 101ª Unidade de Obras, 101ª de Oficina

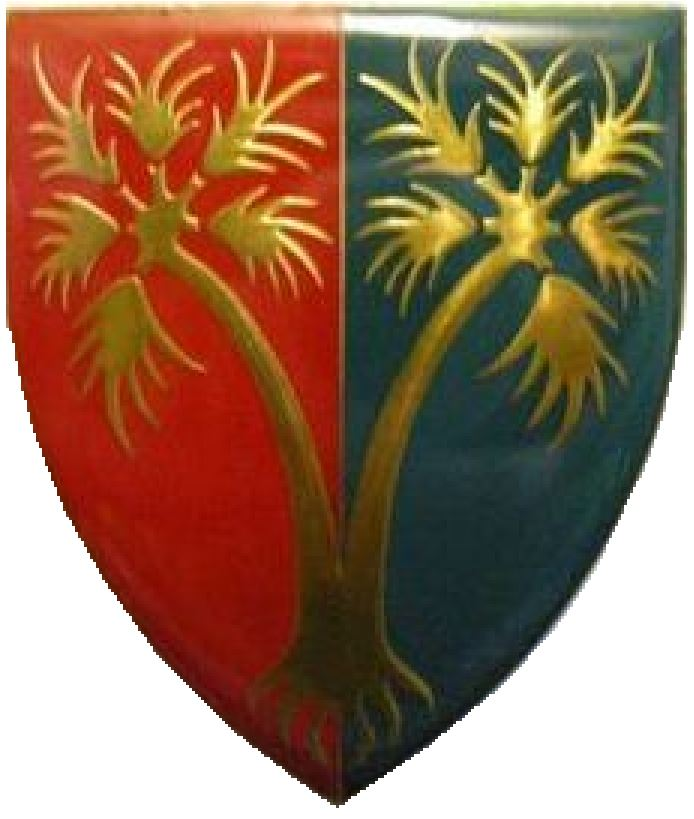
101ª de Oficina

- 16ª Unidade de Manutenção, (reativada em 25 de setembro de 1992 em Lohatla. Até 2000, a 16ª de Manutenção era a instituição de apoio de 2ª linha às forças participantes nos exercícios e prestava apoio diário à Escola. Desde então, a unidade desenvolveu-se como Unidade de Manutenção da Zona de Combate) Insígnia da boina da 16ª Unidade de Manutenção

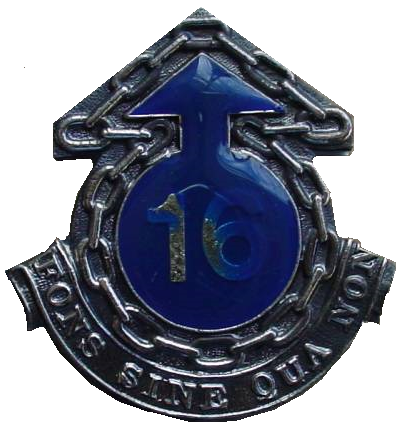
Insígnia da boina da 16ª Unidade de Manutenção

- 8ª Unidade de Mobilização de Divisões e 8ª Unidade de Mobilização de Divisões transferida para a Escola de Batalha do Exército de Lohatla, mas eventualmente se tornou a Unidade de Mobilização de Força de Desdobramento Rápido

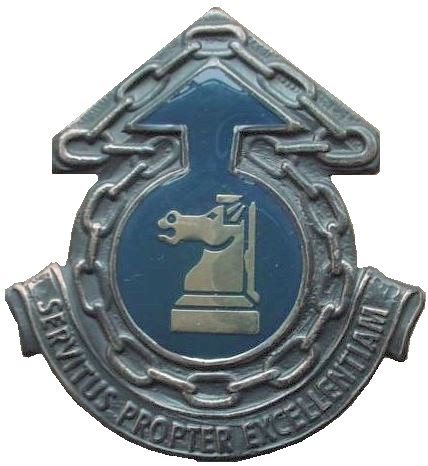
8ª Unidade de Mobilização de Divisões transferida para a Escola de Batalha do Exército de Lohatla, mas eventualmente se tornou a Unidade de Mobilização de Força de Desdobramento Rápido

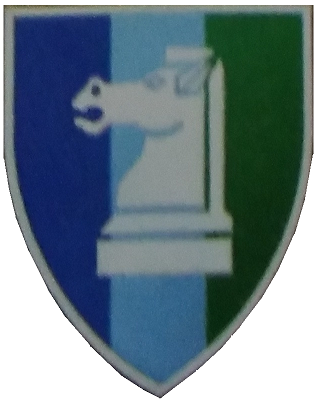
Insígnia de ombro da unidade de comunicações deLohatla

- Uma Unidade Provost Unidade Provost de Lohatla

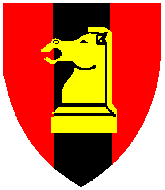
Unidade Provost de Lohatla

Um Posto de Comando Aéreo Avançado e um Posto de Comando Médico ajudaram a integrar elementos da Força Aérea e do Serviço Médico.

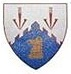
Posto de Comando Aéreo Avançado de Lohatla

#### 60ª Brigada
Decorrente de uma reorganização em Oshivello em 1989 da "Força de Desdobramento Rápido ABS", uma Brigada mecanizada operacional chamada 60ª Brigada (em inglês:  60 Brigade) gerenciando 61, 62 (batalhão de espaço reservado baseado no 4º SAI) e 63 (batalhão de espaço reservado baseado no 8º SAI) batalhões mecanizados como uma entidade conjunta foi brevemente sediada em Lohatla de 1989 a 1994. Esta Brigada tinha como objetivo principal planejar a prontidão para uma guerra mecanizada convencional e basear-se nas lições aprendidas com a Operação Merlyn.

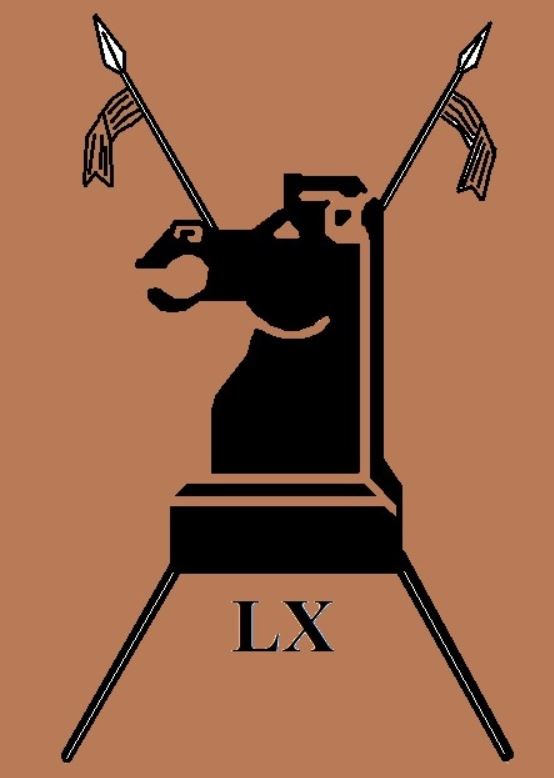
Logotipo da 60ª Brigada da época da SADF

### Unidades Visitantes
Cada unidade visitada para treinamento é acomodada em uma das treze linhas de unidades que contam com pavimentação de tanques, áreas de manutenção e depósitos.
- Exercício Shared Accord 17.
- Uma formação de Ratel se aproxima de um alvo em Lohatla.
- Blindados de infantaria Ratel do 8º SAI em um campo de treinamento durante um assalto mecanizado na Escola de Batalha do Exército de Lohatla, em 1993.
- Obuseiro G5 no campo de tiro.
- Infantaria em fogo e movimento em Lohatla.

### Insígnia
- Distintivo de boina da Escola de Batalha do Exército de Lohatla da era SADF.
- Insígnia de ombro da Escola de Batalha do Exército de Lohatla da era SADF.
- Distintivo de supervisor do estande de tiro de Lohatla da era SADF.
- Distintivo de instrutor de Lohatla da era SANDF.

### Era SANDF
Uma longa disputa de terras envolvendo o Centro de Treinamento de Combate do Exército da África do Sul (Combat Training Centre, CTC) em Lohatlha, no Cabo Norte, terminou quando o Departamento de Desenvolvimento Rural e Reforma Agrária encontrou terras alternativas para assentar parte da comunidade deslocada pela base de 158.000 hectares e área de treinamento em 1977.
A instituição foi renomeada como Centro de Treinamento de Combate do Exército da África do Sul em 24 de outubro de 2000.

#### Treinamento integrado do exercício anual Seboka
O Exercício Seboka demonstra o treinamento de unidades em operações de cada disciplina de combate. Estão integrados Infantaria, Blindados, Artilharia, Inteligência, Artilharia de Defesa Anti-Aérea, Engenharia, bem como elementos da Força Aérea e dos Serviços de Saúde Militares. O exercício dá às unidades a oportunidade de planejar e executar operações de guerra móvel em comando e controle em tempo real, sob a supervisão de comandantes experientes.

#### Treinamento da Força Africana de Alerta
O Centro de Formação de Combate do Exército acolheu o exercício de campanha Amani Africa 2 para demonstrar a capacidade de desdobramento rápido da União Africana em 2015. O exercício de campo envolveu cinco comunidades económicas regionais, como estruturas da União Africana. Aproximadamente 5.400 membros dos componentes militar, policial e civil, representando quatro das regiões económicas regionais da UA, participaram no exercício. Os países envolvidos incluíram Argélia, Angola, Botswana, Burundi, República Democrática do Congo, Egipto, Eswatini, Etiópia, Gâmbia, Gana, Quénia, Lesoto, Malawi, Moçambique, Namíbia, Nigéria, Ruanda, África do Sul, Uganda, Zâmbia e Zimbabué.